# Lego Indiana Jones 2: The Adventure Continues
Lego Indiana Jones 2: The Adventure Continues — игра жанра Action-adventure, разработанная компанией Traveller's Tales и изданная в 2009 году компанией LucasArts. Она является продолжением игры Lego Indiana Jones: The Original Adventures выпущенной в 2008 году. Игра основана на всех четырёх кинолентах об Индиане Джонсе, включая последний фильм серии (Индиана Джонс и Королевство хрустального черепа), который не был включён в предыдущую часть. Также все уровни из первой игры были полностью переработаны. Игра была выпущена одновременно для нескольких платформ: Wii, Xbox 360, PlayStation 3, Nintendo DS, PlayStation Portable, и Microsoft Windows. 28 апреля 2011 года компанией Feral Interactive была издана портированная версия игры для Mac OS X.

## Геймплей
Выпуск игры в Северной Америке состоялся 17 ноября 2009 года. В игре можно играть как одному, так и в кооперативе с другим человеком. В сравнении с первой частью уровни по первым трём фильмам были существенно изменены, а также была добавлена кампания по четвёртой части фильма. Помимо сюжетных были добавлены также бонусные уровни созданные с помощью редактора уровней. После прохождения этих уровней их можно изменять.
В игру также встроен редактор уровней, где можно создавать свои собственные уровни.
Эта игра первая в серии Lego, где в кооперативе используется режим разделения экрана, то есть когда игроки отходят от друг друга на определённое расстояние экран разделяется на две части, соответственно при сближении игроков экран соединяется. Игровой мир также изменился. Раньше, чтоб перейти на уровень требовалось выбрать его на доске. А в этой игре создан один большой мир и переход к тем или иным сюжетным уровням разбросан по нему.

## Уровни
Всего в игре 6 кампаний, в каждой из которой по 5 сюжетных уровней, 5 бонусных, 5 на сбор сокровищ и один супербонусный (открывается по завершении бонусных уровней и уровней на сбор сокровищ)

## Отзывы
| Сводный рейтинг | Сводный рейтинг | Сводный рейтинг | Сводный рейтинг |
| Издание         | Оценка          | Оценка          | Оценка          |
| Издание         | PS3             | Wii             | Xbox 360        |
| --------------- | --------------- | --------------- | --------------- |
| GameRankings    | 69,00 %         | 74,09 %         | 73,19 %         |